# 芭比上海
芭比上海是芭比娃娃第一家全球旗舰店， 它位于中华人民共和国上海市淮海中路550号，  建築面積35,000-平方英尺（3,300-平方） ，上下共6層。該旗艦店於2009年3月開張。2010年，芭比上海的销售目标下调了30%。2011年3月7日，該店關閉歇業。 